# Pteris verticillata
Pteris verticillata là một loài dương xỉ trong họ Pteridaceae. Loài này được Lellinger & Proctor mô tả khoa học đầu tiên năm 1983.
Danh pháp khoa học của loài này chưa được làm sáng tỏ. 